# 曽根隆慎
曽根 隆慎（そね りゅうしん、2002年7月24日 - ）は、ジャパンラグビーリーグワンの花園近鉄ライナーズに所属するラグビーユニオン選手。

## 来歴
小学生ではサッカー、中学からラグビーを始めた。
2018年、大阪産業大学附属高等学校に進む。左プロップとして、高2の途中から公式戦の出場機会を得る。高3では、大阪府予選の準決勝敗退に終わる。
京都産業大学に入る。3年時で公式戦に初出場し、関西大学ラグビーフットボールリーグで全勝優勝し、大学選手権（全国大学ラグビーフットボール選手権大会）では4強となる。4年時は、関西大学春季トーナメント2試合、関西大学ラグビーフットボールリーグ6試合に出場。大学選手権では先発出場しベスト4となる。
2025年1月24日、ジャパンラグビーリーグワンの花園近鉄ライナーズへの入団を発表した。同年3月、京都産業大学卒業。